# Große Moschee von Machatschkala

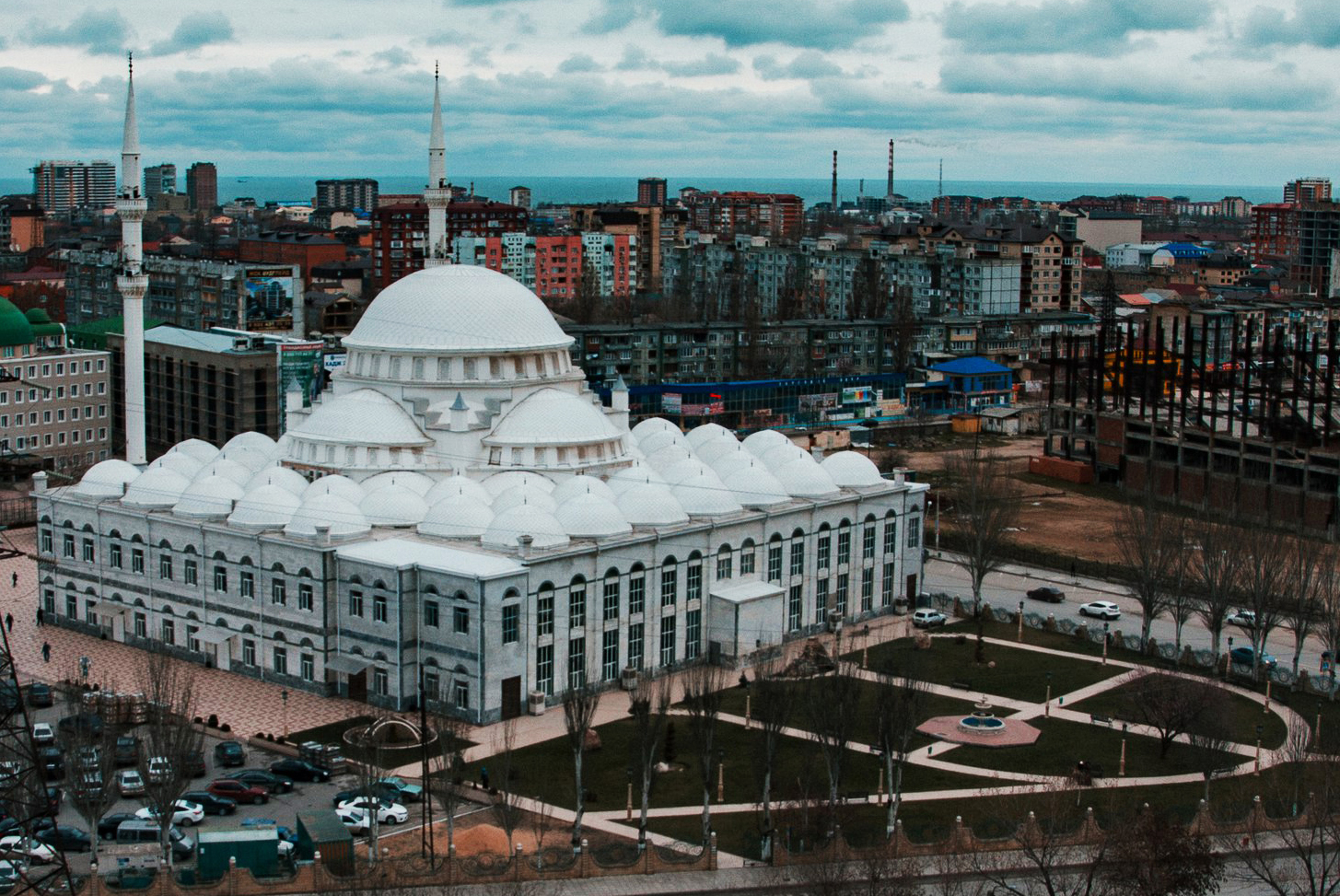
Große Moschee von Machatschkala

Die Große Moschee von Machatschkala (russisch: Центральная Джума-мечеть) oder Yusuf Bei Camii ist die Hauptmoschee von Machatschkala in der Republik Dagestan. Sie gehört zu den größten religiösen Gebäuden der Russischen Föderation und bieten 17.000 Gläubigen Platz.

## Geschichte
Mit dem Bau der Moschee wurde 1991 mithilfe von finanzieller Hilfe aus der Türkei begonnen. Die Moschee wurde 1998 fertiggestellt und eingeweiht. In den 2000er Jahren fand eine Renovierung und Erweiterung der Moschee statt.

## Architektur
Die Moschee ist im osmanischen Stil gebaut und orientiert sich architektonisch an der Sultan-Ahmed-Moschee (Blaue Moschee) in Istanbul.

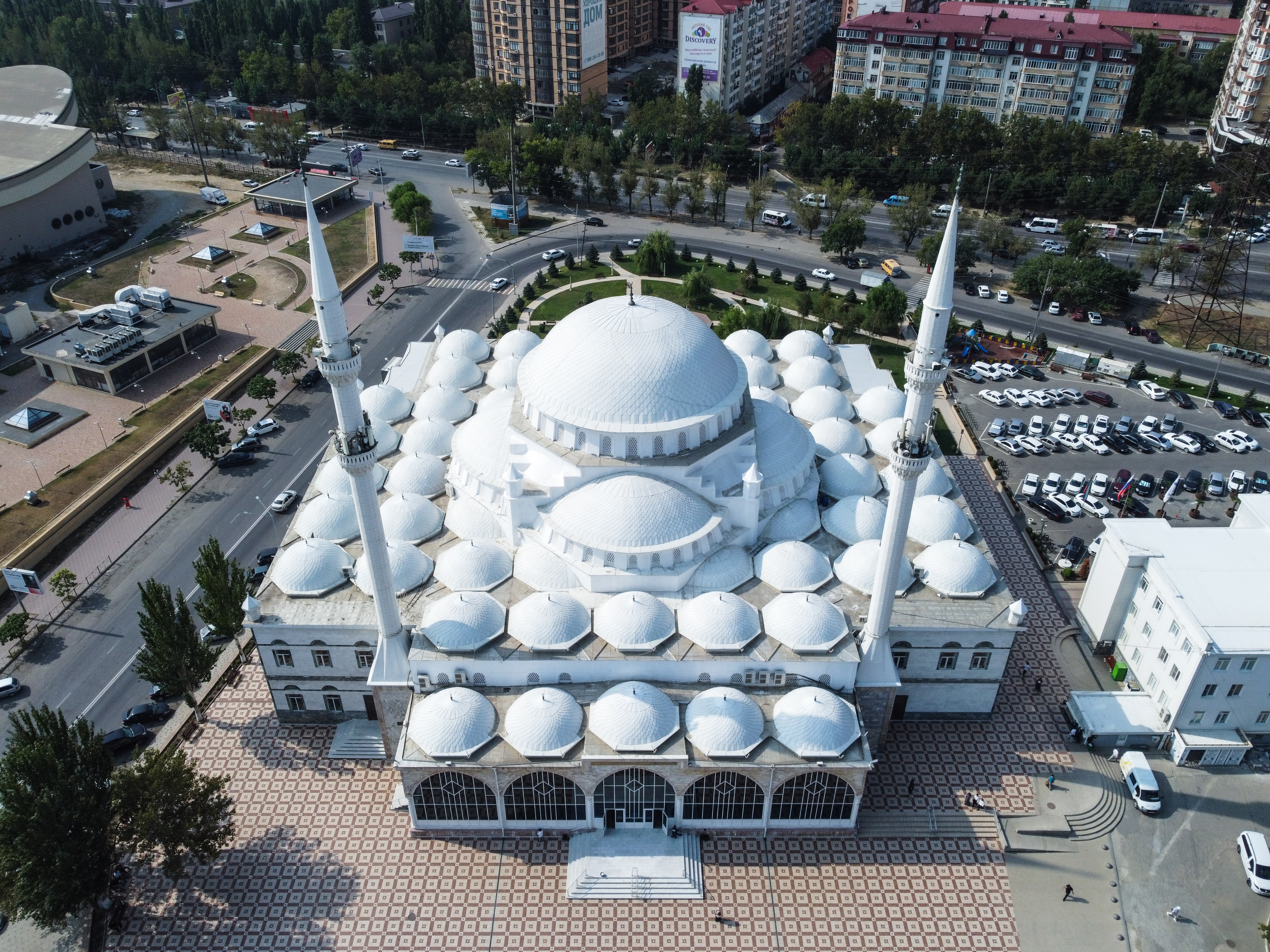
Blick auf die Moschee von oben
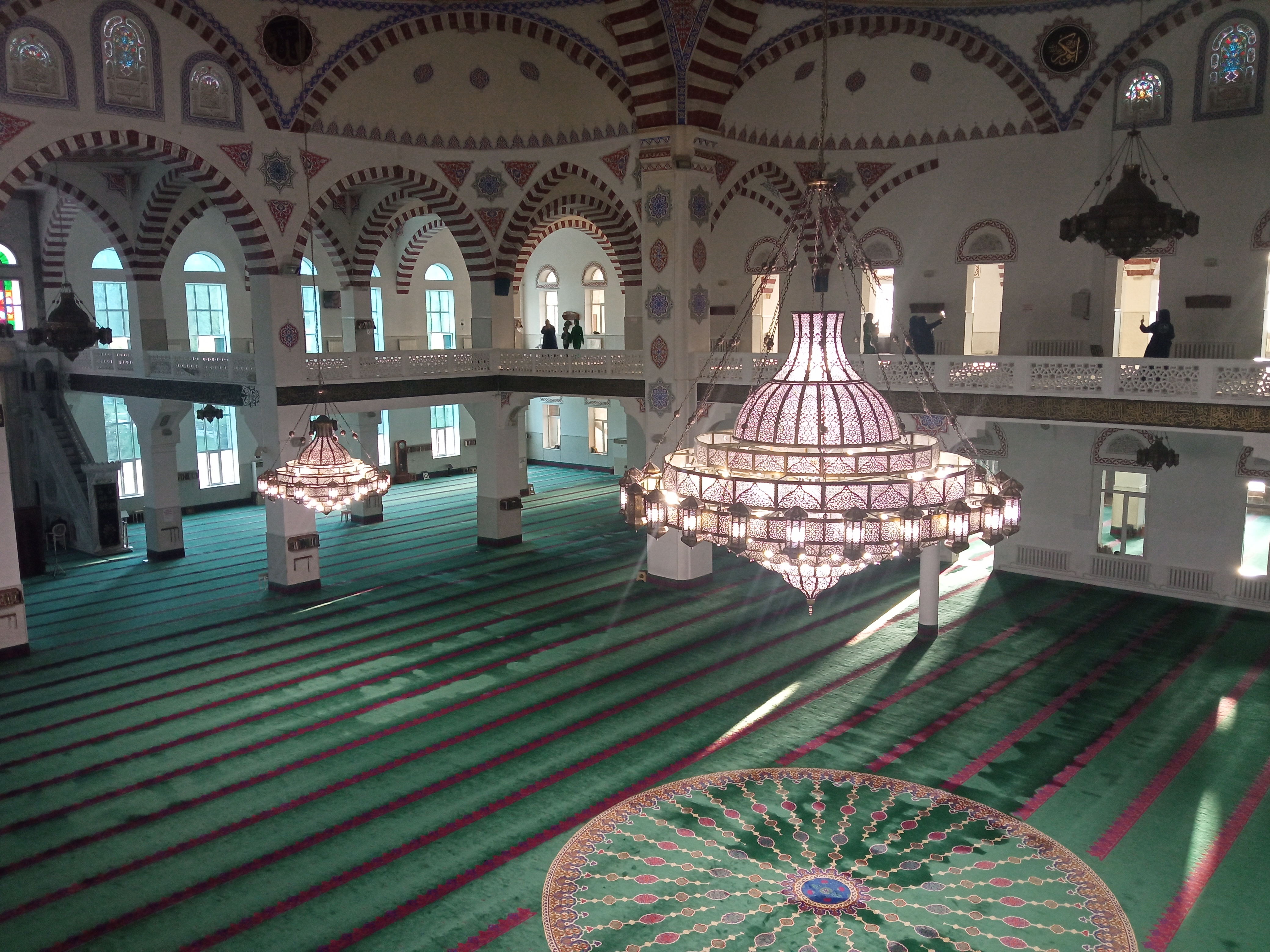
Kronleuchter
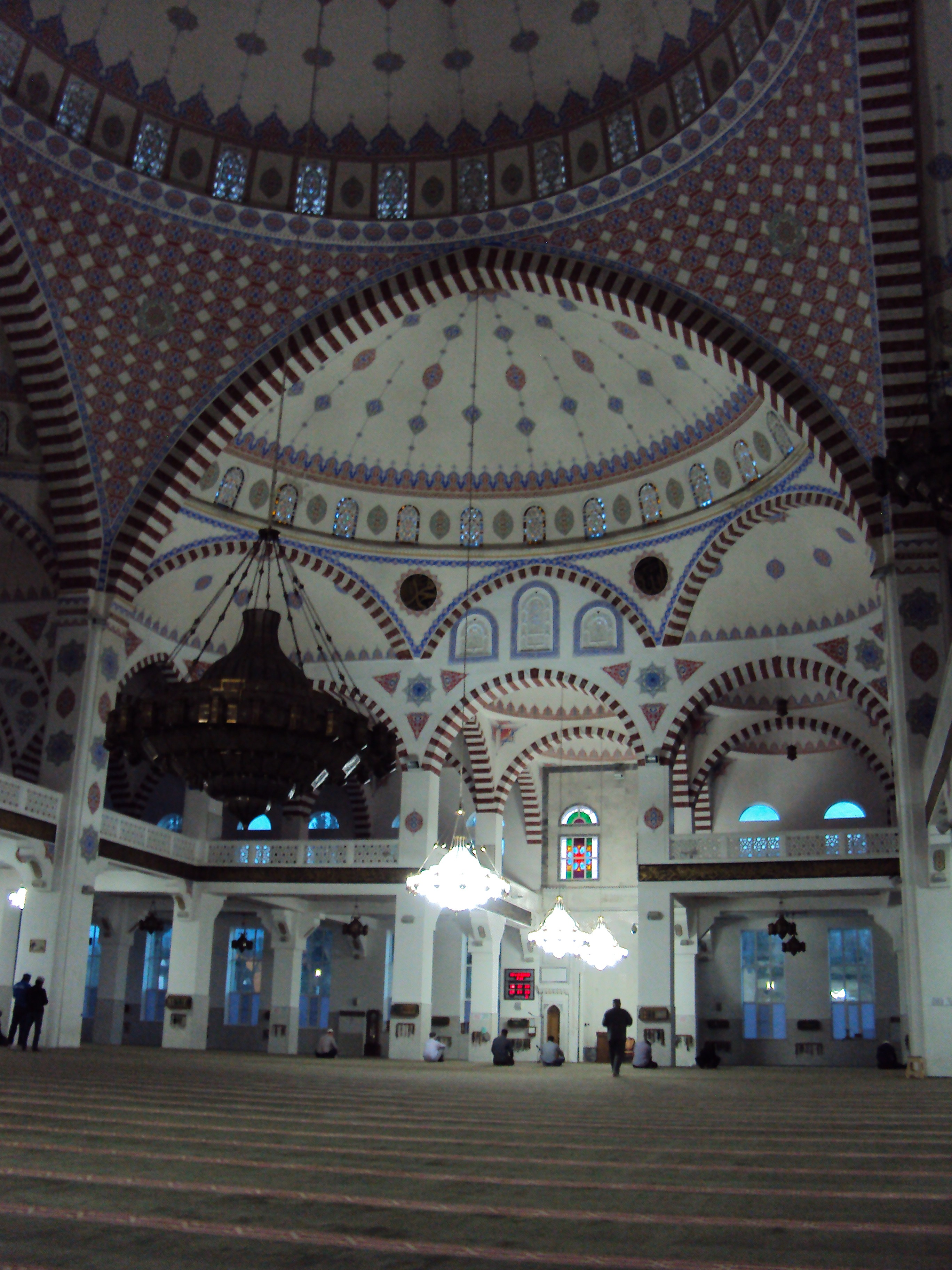
Innenansicht
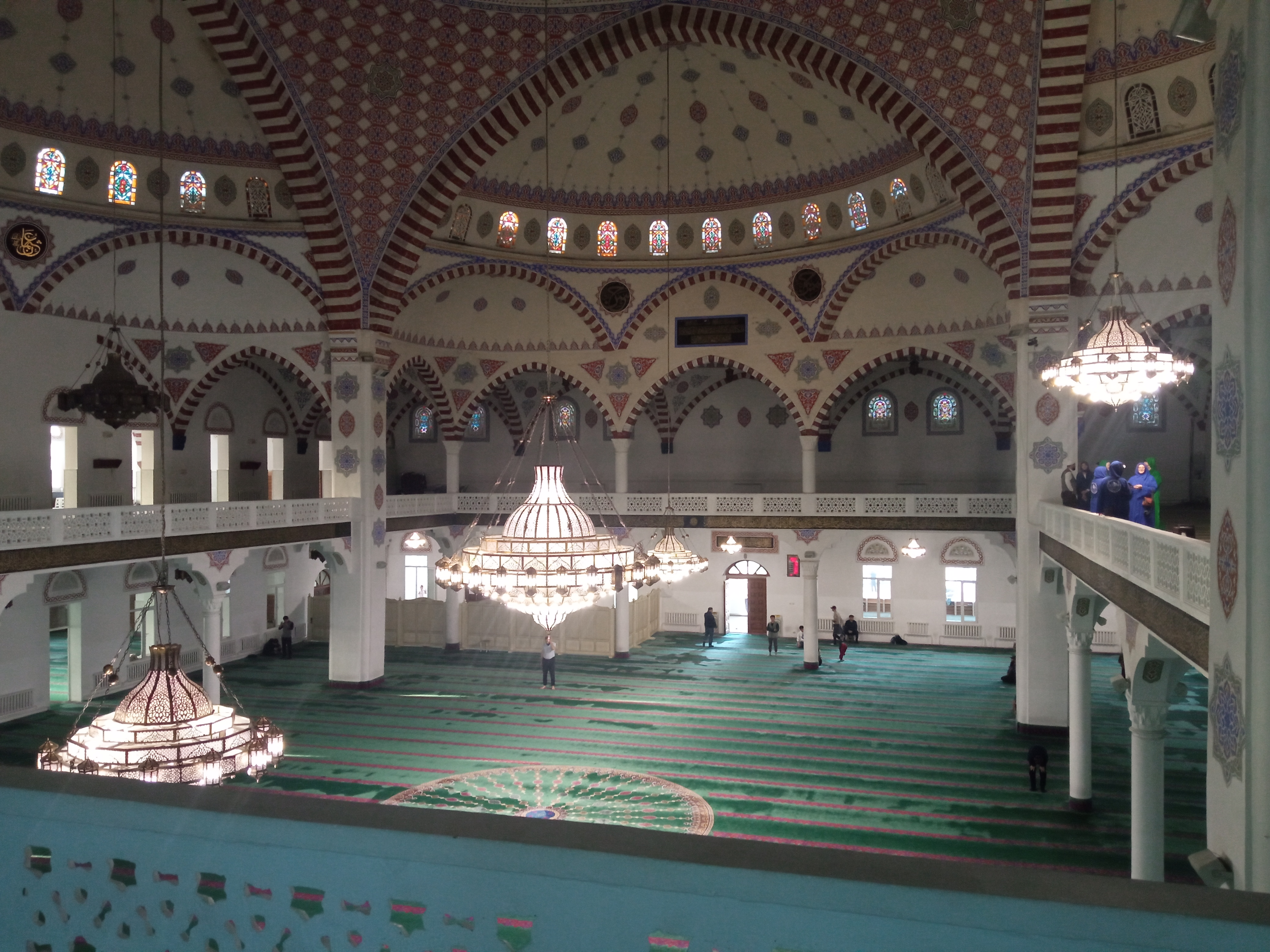
Innenansicht
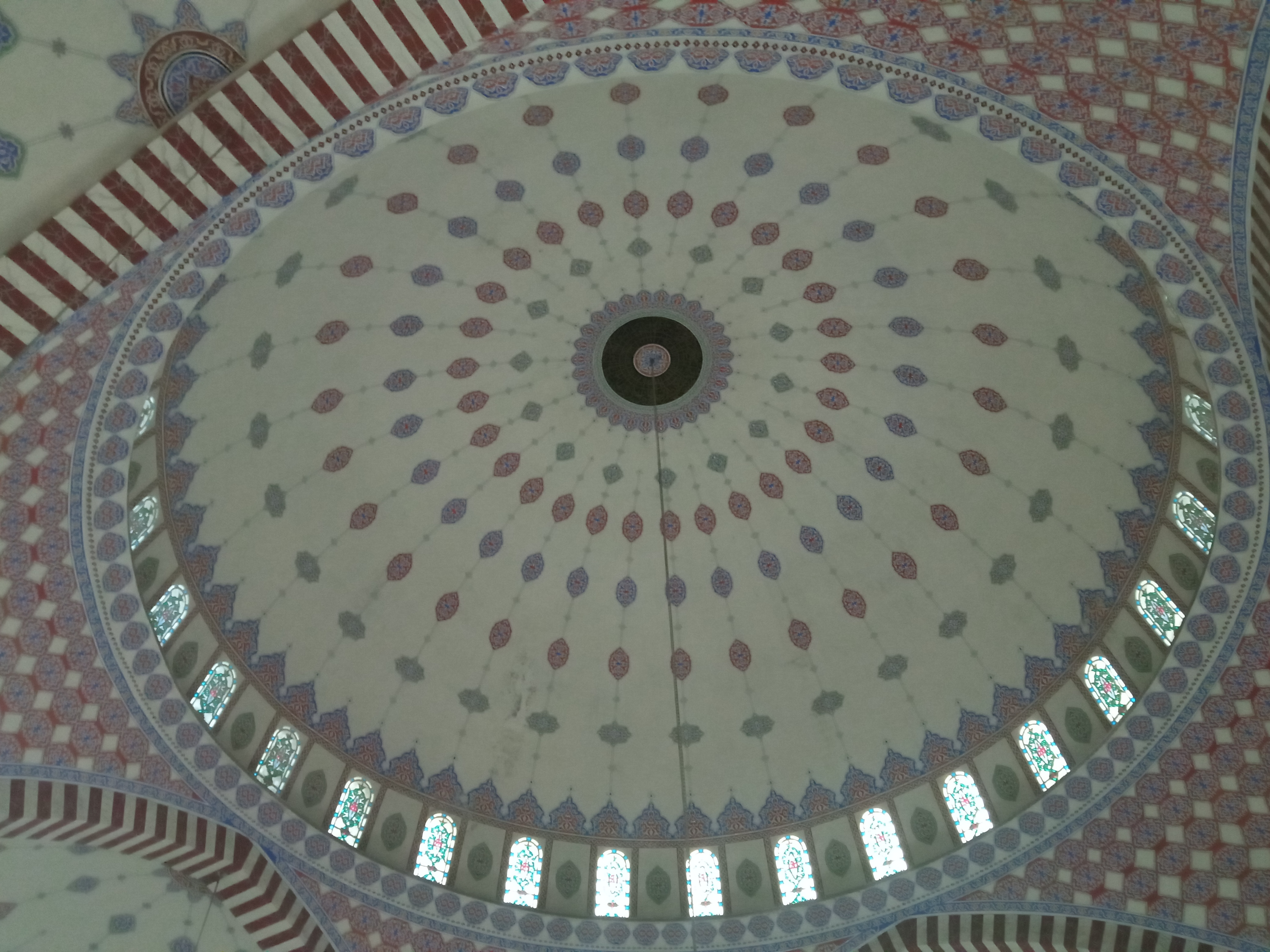
Kuppel